# Écaillon (rzeka)
Écaillon – rzeka we Francji, przepływająca przez teren departamentu Nord, o długości 33 km. Stanowi dopływ rzeki Skalda.